# 파재
파재(波才, ?~?)는 장각(張角)을 따르던 황건적의 장수이다. 장각의 지시로 황건적의 난이 일어난 후 각지에서 관군과 싸웠다.
184년 파재는 영천(穎川)에서 주준(朱儁)이 이끄는 토벌군과 싸워 승리했다. 승세를 타고 장사(長社)에서 황보숭의 진영을 포위했으나, 황보숭이 강풍이 부는 것을 이용해 화공으로 황건적을 혼란에 빠지게 하고, 때마침 황보숭을 도우러 온 조조에게 협공당해 수만 명의 전사자를 내고 양책(陽翟)으로 후퇴했다. 그러나 뒤쫓아온 황보숭의 공격을 받아 또 패하고 양책도 관군에게 내주었는데, 그 후의 행적은 기록되어 있지 않다.